# Cristián de la Fuente
Cristián de la Fuente Sabarots (Santiago do Chile, 10 de março de 1974) é um ator chileno de televisão e cinema, radicado no México. Ele é casado com a atriz e apresentadora chilena Angélica Castro.

## Biografia
Cristián é o único filho do químico Hugo de la Fuente (falecido em 1996), e Adriana Sabarots, dona de casa de ascendência francesa. Ele serviu Força Aérea Chilena, é um oficial e piloto na da reserva, no Esquadrão Acrobático da Força Aérea Chilena. Logo após foi estudar na Pontifícia Universidade Católica do Chile, onde cursou engenharia civil. Enquanto ainda cursava o segundo ano, ele foi descoberto por um caçador de talentos que o incentivou a participar do concurso chamado Super Adolescente, do qual ele ganhou. E com isso foi logo seguido por papéis em várias telenovelas, incluindo o Eclipse de Luna Canal 13 no ano de  1997, teve uma breve passagem como apresentador de um programa de variedadeno Chile chamado Venga Conmigo também no Canal 13, entre 1995-2002, e o programa Generación 2000 e Camino de MGM algo como o Óscar para América Latina.
Um fato interessante na vida de Cristián, é que durante sua adolescência, ele realizou por um ano um treinamento de Ninjitsu com uma tribo de Koshijutsu no Japão.
No ano de 1998 se mudou para o México, e participou da série Reyes y Rey. Também fez uma pequena participação na série Pensacola: Alas del oro. em seguida fez várias atuações em episódios do CSI: Miami. Atuou em filmes, como Driven junto a Sylvester Stallone e em Vampires: Los Muertos de Tommy Lee Wallace com Jon Bon Jovi.
Ele atuou na minisérie de televisão Como ama una mujer do canal Univision, interpretando o ator Ben Affleck sob o pseudonimo de 'Andrés', que é baseda na vida da cantora Jennifer López. A minisérie teve cinco capítulos de uma hora, filmados em formato de cinema, e foi protagonizada por Leonor Varela como Jennifer López, Cristian de la Fuente como Ben Affleck e Raúl Méndez interptrando Marc Anthony, ambos com o pseudonimos de 'Sofía Márquez', 'Andrés' e 'Diego'.
Cristián participou do Dancing with the stars, no ano de 2008. E em 2009 atuou na série Brothers & Sisters. Na telenovela Corazón salvaje, ele teve papel de destaque como 'Renato Vidal Montes de Oca' no ano de 2009, atuando com Aracely Arámbula e Eduardo Yáñez.
Em abril de 2010 começou um novo projeto no cinema, do diretor Gonzalo Justiniano Alguien ha visto a Lupita no qual protagoniza junto com atriz mexicana Dulce María, o filme estreou em março de 2011 e foi exibido em festivais como Cannes, Sundance e  Festival de Cinema de Nova Iorque. Nesse mesmo ano e no seguinte, ele atuou nas séries como The Nine Lives of Chloe King, Prófugos, Love Bites e Private Practice.
Para 2012 protagoniza pela primeira vez uma telenovela mexicana, Amor Bravío, onde da vida ao chileno 'Daniel Díaz', que herda uma grande fortuna, mas é acusado injustamente de um crime, escapando da cadeia para se vingar dos que fizeram mal para ele e sua família. Nesta telenovela ele atua com Silvia Navarro, César Évora e Leticia Calderón, entre outros atores.
Em 2013 protagonizou a novela Quiero amarte, junto com Karyme Lozano, com quem já havia trabalhado na novela Soñar no cuesta nada.

## Carreira

### Telenovelas
- En tierras salvajes (2017) - Daniel Otero Rivelles
- Sueño de amor (2016) - Ricardo Alegría
- Quiero amarte (2013-2014) - Maximiliano Montesinos
- Amor Bravío (2012) - Daniel Diaz Acosta / Andres Duarte
- Maldita (2012) - Ignacio Echaurren
- Corazón salvaje (2009-2010) - Renato Vidal Montes de Oca
- Fuego en la sangre (2008) - Damián Ferrer
- Soñar no cuesta nada (2006) - Felipe Reyes Retana
- Eclipse de luna (1997) - Román Celis
- Marrón Glacé, el regreso (1996) - Blas
- El amor está de moda (1995) - Lucas Correa
- Champaña (1994) - Tadeo Mc Millan

### Séries
- Prófugos (2011) - Ignacio Cordova.
- The Nine Lives of Chloe King (2011) - Frank Cabrera.
- Love Bites (2011) - Marcelo.
- Private Practice (2010) -  Dr. Eric Rodríguez.
- Brothers & Sisters (2009) - Cal 3er. Temporada Episódio 21 S3X.
- Ugly Betty (2007) -  Rodrigo Veloso.
- Como Ama Una Mujer (2007) - Andrés Maldonado.
- Side order of life (2007) - Eduardo Encarnación.
- In Plain Sight (2007) - Raphael.
- Mary Sunshine (2007) - Rafael Ramírez.
- Psych (2006) - Zapato Dulce.
- The Class (2006) - Aaron.
- Threat Matrix(2003) - Agente Especial Wilmar Sanchez.
- Eve (2003) -  Dr. Lawrence Anderson.
- Hope and faith (2003) - Paolo.
- CSI: Miami (2002) - Sam Belmontes.
- Hidden Hills (2002) - Manolo Córdoba.
- One on One (2001) - Andrew.
- Queen of Swords (2000) - Antonio.
- Family Law - (1999) - Andres Diaz.
- Pensacola - 3ª temporada (1999) - Sargento Dominguez.
- Reyes y Rey (1998) - Alex "Rey" Reyes.
- Soltero a la medida (1994) - Ramiro Pérez Candia.

### Reality shows
- ¡Viva El Sueño! (2009) - Apresentador
- Make My Day (2009)
- Nuestra Belleza Latina (2009) - Convidado
- Dancing with the Stars (2008) Participante
- Golpe Bajo (2008) Animador e Produtor Executivo
- ¡Viva Hollywood! (2008) Professor de Participantes
- Access Hollywood (2008) Professor de Participantes
- The Oprah Winfrey Show (2008) - Convidado
- ¡Despierta America! (2004) - Convidado
- De pe a pa (2003) - Convidado
- Las 25 Bellezas de People en Español (2003)
- The Wayne Brady Show (2003) - Convidado
- The Rosie O`Donnell Show (2008) - Convidado
- ¡Mi Gente! My People! (1999)
- Bravo Bravissimo (1998-1999) - Modelo
- Venga Conmigo (1995-1997) - Apresentador